# Phleum brueggeri
Phleum brueggeri là một loài thực vật có hoa trong họ Hòa thảo. Loài này được K.Richt. miêu tả khoa học đầu tiên năm 1889.